# Bayswater Beach Provincial Park
Bayswater Beach Provincial Park är en park i Kanada.   Den ligger i provinsen Nova Scotia, i den sydöstra delen av landet, 900 km öster om huvudstaden Ottawa. Bayswater Beach Provincial Park ligger 4 meter över havet.
Terrängen runt Bayswater Beach Provincial Park är platt. Havet är nära Bayswater Beach Provincial Park åt sydost. Trakten är glest befolkad. Närmaste större samhälle är Chester, 14,3 km väster om Bayswater Beach Provincial Park. 